# Ranunculus cheirophyllus
Ranunculus cheirophyllus är en ranunkelväxtart som beskrevs av Bunzo Hayata. Ranunculus cheirophyllus ingår i släktet ranunkler, och familjen ranunkelväxter. Inga underarter finns listade i Catalogue of Life.